# 貝拉迪·拉斯洛
貝拉迪·拉斯洛·安塔爾（匈牙利語：Bélády László Antal，1928年4月29日—2021年11月6日）是一名匈牙利計算機科學家，1966年在IBM研究院工作時因設計出貝拉迪最小理論記憶體快取演算法而知名。他也證明了貝拉迪異常的存在。1980年至1983年，他曾擔任《IEEE軟體工程彙刊》的總編輯。

## 教育
1950年，貝拉迪獲得布達佩斯科技經濟大學機械工程學士學位和航空工程碩士學位。

## 職業生涯
貝拉迪於1956年匈牙利革命後離開匈牙利。之後，他在科隆福特汽車公司擔任繪圖員，並在巴黎達梭航太公司擔任空氣動力學工程師。1961年，他移民美國。1960年代和1970年代，他主要居住在紐約，也曾在加州和英國工作過一段時間，並加入IBM，從事作業系統、虛擬機架構、程式行為建模、記憶體管理、計算機圖形、亞洲字元集和數據安全的早期工作。
1961年至1981年，他在IBM公司的湯瑪士·J·華生研究中心工作，擔任軟體技術專案經理。在IBM工作的晚年，他負責全球的軟體工程，直到前往東京創建其軟體研究實驗室。1981年，他在日本科學研究所擔任了兩年的軟體工程經理。1984年，他加入奧斯汀的微電子和電腦技術公司，並創立該公司的軟體技術專案。他將該計劃的重點放在創造先進技術上，以幫助大型複雜軟體系統的分散式設計。1991年至1998年，他擔任三菱電機研究實驗室公司 的總裁兼執行長。他曾在多所大學擔任顧問，包括科羅拉多大學波德分校電腦科學顧問委員會成員和匈牙利科學院外籍院士。退休後，他大部分時間都在布達佩斯和奧斯汀度過。

## 研究工作
貝拉迪因「貝拉迪演算法」、OPT（或 MIN）頁面替換演算法而知名。他與他人共同設計並製造IBM M44/44X，這是第一台具有多虛擬機組織的電腦。他是工業研究聯盟MCC的共同創始人之一。貝拉迪也參與設計了最早的商業分時系統TSS-67。

## 榮譽
- IBM傑出貢獻獎（1969年、1973年）[1]
- IEEE「表彰對大型軟體系統設計的貢獻」（1988年）[1]
- J·D·瓦尼耶（英语：Jean-Dominique Warnier）資訊卓越獎（1990年）[1][3]

## 出版刊物
- Belady, Laszlo A., "A Study of Replacement Algorithms for a Virtual Storage Computer," IBM Systems Journal, Vol. 5, No. 2 June 1966, pp. 78–10.[1]
- Belady, Laszlo A., and Meir L. Lehman, Program Evolution, Processes of Software Change, Academic Press, London, 1985.[1]